# جیمی کرسپو
جیمی کرسپو (انگلیسی: Jimmy Crespo؛ زادهٔ ۵ ژوئیهٔ ۱۹۵۴) یک نوازنده گیتار اهل ایالات متحده آمریکا است. وی از سال ۱۹۶۸ میلادی تاکنون مشغول فعالیت بوده‌است.
وی عضو سابق گروه موسیقی هارد راک، اروسمیث بود.